# كأس السوبر العربي 2001
كأس السوبر العربي عام 2001 كانت مسابقة للأندية شارك بها الفائزون ووصافئهم من البطولة العربية للأندية والبطولة العربية للأندية الفائزة بالكؤوس. كانت البطولة هي الثامنة والأخيرة وقد فاز بها نادي الهلال السعودي.

## الفرق المشاركة
| الفريق                  | المتأهل                                                | المشاركة السابقة (الخط العريض يشير إلى الفائزين)                             |
| ----------------------- | ------------------------------------------------------ | ---------------------------------------------------------------------------- |
| النادي الرياضي الصفاقسي | الفائز ببطولة الأندية العربية لأبطال الدوري 2000       |                                                                              |
| نادي الجيش السوري       | وصيف بطل بطولة الأندية العربية لأبطال الدوري 2000      | 2 (كأس السوبر العربي 1999، وكأس السوبر العربي 2000)                          |
| نادي الهلال السعودي     | بطل البطولة العربية للأندية الفائزة بالكؤوس 2000       | 3 (كأس السوبر العربي 1992، وكأس السوبر العربي 1995، وكأس السوبر العربي 1996) |
| نادي النصر السعودي      | نصف نهائي البطولة العربية للأندية الفائزة بالكؤوس 2000 |                                                                              |

## النتائج والترتيب
| فريق                    | لعب | ف | ت | خ | له | عليه | ف.أ | نقاط |
| ----------------------- | --- | - | - | - | -- | ---- | --- | ---- |
| نادي الهلال السعودي     | 3   | 1 | 2 | 0 | 5  | 2    | +3  | 5    |
| نادي النصر السعودي      | 3   | 1 | 2 | 0 | 5  | 3    | +2  | 5    |
| نادي الجيش السوري       | 3   | 1 | 2 | 0 | 4  | 3    | +1  | 5    |
| النادي الرياضي الصفاقسي | 3   | 0 | 0 | 3 | 2  | 8    | −6  | 0    |

| نادي الهلال السعودي | 0 – 0 | نادي الجيش السوري |
| ------------------- | ----- | ----------------- |
|                     |       |                   |

| النادي الرياضي الصفاقسي | 0 – 2 | نادي النصر السعودي                |
| ----------------------- | ----- | --------------------------------- |
|                         |       | رينالدو 7' · عبدالرحمن البيشي 72' |

| نادي النصر السعودي | 1 – 1 | نادي الهلال السعودي       |
| ------------------ | ----- | ------------------------- |
| مهدي سليمان 46'    |       | رونييليتون دوس سانتوس 48' |

| نادي الجيش السوري               | 2 – 1 | النادي الرياضي الصفاقسي        |
| ------------------------------- | ----- | ------------------------------ |
| رغدان شحادة 7' · ماهر مالكي 67' |       | إسكندر السويح 66' (ركلة جزاء.) |

| النادي الرياضي الصفاقسي | 1 – 4 | نادي الهلال السعودي                                               |
| ----------------------- | ----- | ----------------------------------------------------------------- |
| جان بنزا 7'             |       | سامي الجابر 47'، 90+4' · محمد الشلهوب 56' · روني 86' (ركلة جزاء.) |

| نادي النصر السعودي                      | 2 – 2 | نادي الجيش السوري               |
| --------------------------------------- | ----- | ------------------------------- |
| فهد المهلل 49' · بيروتي 77' (هدف عكسي.) |       | ماهر مالكي 44' · ماهر السيد 69' |

## وصلات خارجية
- كأس السوبر العربي 2001 - rsssf.com